# Амар I
Амар (Омар) I Аґджил ульд Адді бен Даман (араб. أعمر أكجيل بن هدي بن دامان; нар. 1647 — 1703) — 3-й емір Трарзи в 1684—1703 роках.

## Життєпис
Походив з арабської династії ульд-ахмед ібн даман (Ахмедиди). Син еміра Адді ульд Ахмеда. Народився 1647 року. 1684 року після смерті брата Аль-Сида посів трон. 1686 року встановив перші стосункиз французькою колонією Сен-Луї, зокрема її комендантом Мішелем де ла Курбе. За цим почалися торгівельні відносини з французами в Порт Адді.
Доклав значних зусиль на перетворення емірату на повноцінну державу, закріпивши елітний статус правлічих родин бану-хасан, сприявши розвитку ісламської освіти, підтримуючи марабутів та різних суфіїв.
З кінця 1680-х років посилилася міграція берберів, що втікати з Марокко, де зміцнював владу султан Мулай Ісмаїл. Намагався приборкати берберських шейхів. Втім близько 1690/1691 року визнав зверхність Марокко, зобов'язавшись сплачувати данину.
У 1690-х роках під впливом звельнення Марокко від портгуальців і іспанців також виступив проти голландців, португальців та французів, яких після низки сутичок змусив залишити володіння емірату. Натомість 1698 року уклав договір через німецьких купців з Фрідріхом Гогенцоллерном, курфюрстом Бранденбургу.
1703 року Амара I було вбито внаслідок нападу на його табір загону берберів з клану ульд-дейман (основу колишніх зуайя). Йому спадкував брат Алі Шанзура.